# Кирилловка (Московская область)
Кирилловка — деревня в Московской области России. Входит в городской округ Люберцы.
Население — 399 человек (2010).

## География
Деревня Кирилловка расположена в центральной части городского округа Люберцы, примерно в двух километрах к юго-востоку от города Люберцы. Высота над уровнем моря 123 метра. К востоку от деревни протекает река Пехорка. В деревне 5 кварталов, приписано два сельских некоммерческих товариществ (СНТ). Ближайшие населённые пункты — посёлки Егорово и Жилино-2.

## История
С 1861 года деревня входила в состав Выхинской волости Московского уезда Московской губернии. В 1926 году деревня входила в Подосинковский сельсовет Ухтомской волости Московского уезда.
С 1929 года населённый пункт — в составе Ухтомского района Московского округа Московской области (в 1959 году Ухтомский район переименован в Люберецкий).
До муниципальной реформы 2006 года Кирилловка находилась в подчинении администрации рабочего посёлка Томилино.
С 2006 до 2016 гг. деревня входила в городское поселение Томилино Люберецкого муниципального района. С 2017 года входит в городской округ Люберцы, в рамках администрации которого Кирилловка относится к территориальному управлению Томилино-Октябрьский.

## Население
В 1926 году в деревне проживало 222 человека (99 мужчин, 123 женщины), насчитывалось 51 хозяйство, из которых 29 было крестьянских. По переписи 2002 года — 314 человек (144 мужчины, 170 женщин).
| 1926 | 2002 | 2006 | 2010 |
| ---- | ---- | ---- | ---- |
| 222  | ↗314 | →314 | ↗399 |